# Sopron (comitat)
Pour l’article homonyme, voir Sopron.

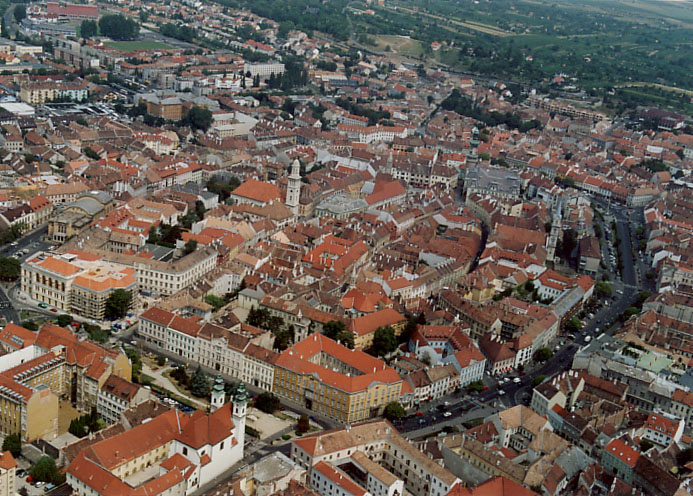
Vue aérienne de Sopron

Le comitat de Sopron (allemand : Ödenburg) était un comitat du royaume de Hongrie. Son territoire était situé dans le nord-ouest de l'actuelle Hongrie et dans l'est de l'Autriche. Il était limitrophe de la Basse-Autriche et des comitats hongrois de Moson, Győr, Veszprém et de Vas. Il était également riverain du lac de Neusiedl. Ce fut l'un des premiers comitats du royaume de Hongrie.
En 1918 (confirmé par le traité de Trianon en 1920), la partie ouest du comitat fut rattachée à l'Autriche et constitua une partie du Burgenland. La Hongrie conserva le reste du comitat. En 1921, après un plébiscite, Sopron intégra la Hongrie et non l'Autriche.
Après la Seconde Guerre mondiale, le comitat de Sopron fusionna avec celui de Győr-Moson-Pozsony pour former le comitat de Győr-Sopron qui prit le nom de Győr-Moson-Sopron au début des années 1990. Une petite partie du comitat rejoignit celui de Vas.

## Subdivisions
Au début du XXe siècle, le comitat de Sopron était divisé en :
| Districts (járás)                           | Districts (járás)             |
| District                                    | Chef-lieu                     |
| ------------------------------------------- | ----------------------------- |
| Csepreg                                     | Csepreg                       |
| Csorna                                      | Csorna                        |
| Felsőpulya                                  | Felsőpulya, AT Oberpullendorf |
| Kapuvár                                     | Kapuvár                       |
| Kismarton                                   | Kismarton, AT AT Eisenstadt   |
| Nagymarton                                  | Nagymarton, AT Mattersburg    |
| Sopron                                      | Sopron                        |
| Comitat urbain (törvényhatósági jogú város) |                               |
| Sopron                                      |                               |
| District urbain(rendezett tanácsú város)    |                               |
| Kismarton, AT Eisenstadt                    |                               |
| Ruszt, AT Rust                              |                               |

Les villes de Eisenstadt, Mattersburg, Rust et Oberpullendorf sont de nos jours en Autriche.